# Draadjespeermos
Draadjespeermos (Pohlia flexuosa) is een mossoort uit de sterrenmosfamilie (Mniaceae).

## Ecologie
Het komt voor in vooral op steilkanten en ook wel op ruderale standplaatsen.

## Verspreiding
Draadjespeermos is in Nederland zeldzaam. Rond 1980 bekend van enkele beekdalen rond Eindhoven. Bij Budel komt het massaal voor op met zink verontreinigde grond. Sintels uit dit gebied zijn in de wijde omtrek gebruikt voor verharding van paden. Buiten Brabant is het in 2003 gevonden op het spoorwegemplacement Rotterdam-Noord op zand, bielzen en textiel, en in 2005 op ijzerdraad langs de Renkumse beek bij de spoorlijn Arnhem-Utrecht.

## Geschiedenis
De geschiedenis van deze soort is curieus: in 1970 is een broedpeermos voor de Vlaamse en Nederlandse Kempen beschreven als P. muyldermansii. In 1977 bleek het ook op de Britse Eilanden voor te komen en later ook in Oostenrijk en Zwitserland, zij het in een afwijkende vorm. In 1995 bleek dat beide Europese variëteiten zich voordoen binnen seksuele populaties van de Aziatische Pohlia flexuosa. Europa lijkt een aantal keren vanuit Azië te zijn gekoloniseerd.